# Quantum Jump
Quantum Jump était un groupe britannique de rock progressif actif de 1973 à 1979, composé du chanteur et claviériste Rupert Hine, du guitariste Mark Warner, du bassiste John G.Perry (alors de Caravan) et du batteur Trevor Morais (alors de The Peddlers). Le groupe est surtout connu pour son single à succès britannique de 1979 "The Lone Ranger".

## Historique
Quantum Jump a été formé en 1973 dans les studios de répétition de Farmyard par Trevor Morais et Jeffrey Levinson. L'idée du nom est venue d'une conversation que Rupert Hine a eue avec Anthony Stern, un ancien ami et cinéaste de l'Université de Cambridge. "Il m'avait parlé de la découverte relativement récente à Cambridge de la manière dont l'énergie d'un électron augmente et diminue, non pas linéairement comme on l'avait longuement supposé, mais dans une étape discrète, connue sous le nom de quantum. Le terme quantum jump a été inventé par l'équipe de Cambridge. J'ai préféré le terme jump, car il avait plus une connotation musicale soul / funk.
Le son de Quantum Jump était un hybride de fusion, de funk et de jazz rock. Le premier album a été écrit et arrangé en 1973–1974, et enregistré (avec du matériel loué à AIR London) à Farmyard. Hine a produit les sessions, avec Steve Nye comme ingénieur du son. Les sessions ont été financées indépendamment par Jeffrey Levinson (de Mountain Fjord) mais, a expliqué Hine, après 18 mois de problèmes de gestion et de contrat, les droits de l'album ont été vendus à The Electric Record Company en 1975. Le MD du label, Jeremy Thomas, pensait que la chanson "The Lone Ranger" était un hit potentiel si seulement elle avait quelque chose de plus "intéressant" pour l'intro.
Hine a repris sa remarque et a chanté le mot le plus long du monde (répertorié dans le livre Guinness des records) a capella, remplaçant complètement l'intro originale de la chanson. Le mot en question, tiré de la langue des Maoris, peuple indigène de Nouvelle-Zélande, était le nom de la colline Taumatawhakatangihangakoauauotamateapokaiwhenuakitanatahu à Hawke's Bay, en Nouvelle-Zélande. Sur le disque, le mot (fait pour sonner comme s'il s'agissait d'un terme Amérindien, en accord avec le thème de Lone Ranger et Tonto) est chanté comme suit: 
Taumata-whaka-tangi-hanga-kuayuwo
tamate-aturi-pukaku-piki-maunga
horonuku-pokaiawhen-uaka-tana-tahu
mataku-atanganu-akawa-miki-tora 
"The Lone Ranger" est sorti pour la première fois en 1976. Après avoir été choisi comme BBC Radio 1 "Album de la semaine" de Tony Blackburn (l'émission de radio du matin à l'échelle nationale avec les plus fortes audiences au Royaume-Uni à l'époque), il a été banni de la BBC, des fragments de paroles contenaient des références à la drogue et à l'homosexualité. La BBC a arrêté de faire jouer le disque et celui-ci n'a pas réussi à se classer. La désillusion concernant le temps qu'il avait fallu pour obtenir le contrat de disque original et l'absence de gestion vraiment cohérente ont conduit le guitariste Mark Warner à décider de quitter et de rejoindre le groupe live de Cat Stevens.
Quantum Jump s'est battu pour un deuxième album, enregistré à la fin de 1976 en trio avec l'aide de divers amis musiciens, notamment le multi-instrumentiste de Caravan Geoffrey Richardson. Barracuda est sorti en avril 1977, coïncidant avec le groupe partant sur la route pour quelques tournées au Royaume-Uni, avec Roye Albrighton (de Nektar) à la guitare. L'album avait coûté cher à enregistrer, et quand il ne se vendait pas assez bien, Quantum Jump s'est donc dissous à la fin de 1977.
Le groupe ferait cependant un retour inattendu deux ans plus tard lorsqu'une réédition du single "Lone Ranger" devint un succès inattendu. La chanson avait été largement jouée par Kenny Everett à la fois dans ses émissions de radio et de télévision. Réédité en 1979, il a finalement atteint le numéro 5 dans le UK Singles Chart et le numéro 67 en Australie. Le groupe (y compris Mark Warner) s'est réuni de nouveau pour une apparition sur Top of the Pops. Un troisième album de Quantum Jump est sorti pour coïncider avec ce single inattendu. Intitulé Mixing, c'était essentiellement une collection des meilleures chansons des deux premiers albums, bien que fortement retravaillés et remixés.
Rupert Hine est devenu le producteur de plus de 100 albums pour des artistes aussi variés que Tina Turner, Bob Geldof, Chris de Burgh, les Thompson Twins, Stevie Nicks, Rush, les Waterboys, Suzanne Vega, Duncan Sheik, les Fixx et Howard Jones. . Il semblerait également former un autre groupe au milieu des années 1980, appelé Thinkman, mais c'était simplement un autre nom pour ses enregistrements en solo. En outre, il y a l'album Better Off Dead sur A&M Records, avec Rupert Hine, Cy Curnin, Martin Ansell, Terri Nunn, Thinkman et E. G. Daily. La production est centrée sur Rupert Hine, et c'est la première apparition de Thinkman. 

## Discographie
- Quantum Jump (1976)
- Barracuda (1977)
- Mixing (remix collection, 1979)